# ФК Динамо Батуми
ФК Динамо Батуми је грузијски фудбалски клуб из Батумија. Основан је 1923. и игра у другој лиги први пут у историји , јер је увек играо у 1. грузијској лиги од 1990. године.

## Трофеји
- Куп Грузије
  - Победник (1): 1997/98.
- Суперкуп Грузије
  - Победник (1): 1998.

## ФК Динамо Батуми у европским такмичењима
| Сезона   | Такмичење            | Коло        | Клуб              | Дом. | Гост | Укупно |
| -------- | -------------------- | ----------- | ----------------- | ---- | ---- | ------ |
| 1995/96. | Куп победника купова | кв.         | Обилић            | 2–2  | 1–0  | 3–2    |
| 1995/96. | Куп победника купова | 1. коло     | Селтик            | 2–3  | 0–4  | 2–7    |
| 1996/97. | Куп победника купова | кв.         | ХБ Торшавн        | 6–0  | 3–0  | 9–0    |
| 1996/97. | Куп победника купова | 1. коло     | ПСВ               | 1–1  | 0–3  | 1–4    |
| 1997/98. | Куп победника купова | кв.         | Арарат            | 0–3  | 2–0  | 2–3    |
| 1998/99. | Куп победника купова | кв.         | Партизан          | 1–0  | 0–2  | 1–2    |
| 2015/16. | Лига Европе          | 1. коло кв. | Омонија           | 1–0  | 0–2  | 1–2    |
| 2017/18. | Лига Европе          | 1. коло кв. | Јагелонија        | 0–1  | 0–4  | 0–5    |
| 2020/21. | Лига Европе          | 1. коло кв. | Хапоел Биршеба    | Н/Д  | 0–3  | 0–3    |
| 2021/22. | Лига конференције    | 1. коло кв. | Тре Пене          | 3–0  | 4–0  | 7–0    |
| 2021/22. | Лига конференције    | 2. коло кв. | БАТЕ Борисов      | 0–1  | 4–1  | 4–2    |
| 2021/22. | Лига конференције    | 3. коло кв. | Сиваспор          | 1–2  | 1–1  | 2–3    |
| 2022/23. | Лига шампиона        | 1. коло кв. | Слован Братислава | 1–2  | 0–0  | 1–2    |
| 2022/23. | Лига конференције    | 2. коло кв. | Лех Познањ        | 1–1  | 0–5  | 1–6    |